# Bétaille
 Bétaille  es una comuna y población de Francia, en la región de Mediodía-Pirineos, departamento de Lot, en el distrito de Gourdon y cantón de Vayrac.
Su población en el censo de 1999 era de 826 habitantes.
Está integrada en la Communauté de communes du Pays du Haut Quercy Dordogne .

## Demografía
| 780 | 757 | 776 | 789 | 810 | 826 |
| Para los censos de 1962 a 1999 la población legal corresponde a la población sin duplicidades (Fuente: INSEE [Consultar]) |     |     |     |     |     |